# Ульяновка (Кармаскалинский район)
Ульяновка (баш. Ульяновка) — деревня в Кармаскалинском районе Республики Башкортостан Российской Федерации. Входит в состав Николаевского сельсовета.

## География

### Географическое положение
Расстояние до:
- районного центра (Кармаскалы): 9 км,
- центра сельсовета (Константиновка): 2 км,
- ближайшей ж/д станции (Ибрагимово): 5 км.

## История
Первые документальные источники по истории деревни датируются 1895 годом. В фондах Центрального государственного исторического архива Республики Башкортостан (ЦГИА РБ) сохранился документ «Описание селений Уфимского уезда. Волость Воскресенская 1895 год». В нём сообщается: «Деревня Ульяновка, построена без Госплана, число дворов — 43, улицы — 1, длина — 300 саженей, то есть 630 метров, ширина — 50 саженей, то есть 105 метров. Проулки через 2—3 дома, ширина проулков — 12 саженей, крытых домов деревом и лубом — 3, все остальные постройки крыты соломой».
Деревня располагалась вдоль просёлочной дороги, у ручья Кара-Илга. Расстояние от Ульяновки до волостного правления — села Воскресенского (ныне село Булгаково Уфимского района) — более 18 верст, до Уфы — 49 верст. По данным подворной переписи 1912—1913 годов, в графе «разряд крестьян» отмечается, что все жители Ульяновки — переселенцы-собственники, в графе «народность» указано «русские».
Ульяновка относилась к приходу Никольской церкви с. Сихонкино. Метрические книги Никольской церкви села Сихонкино за 1875—1888 годы свидетельствуют, что в деревню Ульяновку Уфимского уезда с 1875 года начали переселяться крестьяне из Тульской губернии разных уездов: Богородицкого, Епифанского, Крапивинского и др. В то же время в справочной книге «Населенные пункты Башкортостана. Уфимская губерния 1877 года», ч. 1, сведений о деревне Ульяновке не обнаружено. Видимо, деревня тогда была ещё слишком мала.
«Программа оценочно-статистического исследования частновладельческих хозяйств. Уезд Уфимский. Волость Бишаул-Унгаровская 1915 год» указывает, что жена действительного статского советника Елена Константиновна Харитонова владеет имением. В документе записано: «Имение Всемилостивейше, (то есть царём Александром III) пожаловано в 1877 году бывшему Туркестанскому генерал-губернатору Константину Петровичу фон Кауфману и по раздельной записи, засвидетельствованной 17 августа 1887 года бывшею Уфимскою палатою Уголовного и Гражданского суда передано по наследству в единственную собственность дочери его, Кауфмана, Елене Константиновне — по мужу Харитоновой».
После 1887 года начинается обустройство барской усадьбы. Названа она была «Еленовка». В состав имения входила и деревня Ульяновка, в числе прочих тринадцати. В 1912 году уездная земская управа Уфимской губернии обратилась ко всем землевладельцам с просьбой «указать название населенных пунктов своих имений и наиболее точное расположение их от усадьбы, обозначить реки, озера, ручьи и овраги». Разъяснялось, что вся информация нужна для создания географической карты Уфимской губернии. Заполняя вопросный бланк, Елена Константиновна подаёт прошение переименовать усадьбу под названием Еленовка, дать ей название Константиновка и ввести в состав Уфимского уезда. Данная просьба была удовлетворена.
В деревне Ульяновке в 1913 году насчитывалось 56 хозяйств и проживало в них 412 душ: мужчин — 204, женщин — 208. Вся возделываемая земля была в собственности крестьян. Из 56 наличных хозяйств безземельных не было ни одного. Тридцать четыре крестьянских двора имели земли от 3 до 10 десятин, восемь хозяйств — от 10 до 15 десятин, пять — от 20 до 30. Крестьяне сеяли рожь, овёс, просо, гречу, горох, картофель, коноплю. Из «мужской особи конопли» после вымачивания и отслоения волокон делали полотно — посконь, из которого шили рубахи и штаны. Отсюда и выражение «посконные штаны».
Достаток крестьянам приносило и скотоводство. Более 200 лошадей, 1473 головы крупного рогатого и мелкого скота было на подворьях селян в 1913 году. Безлошадных и без всякого скота или с одним мелким скотом — таких хозяйств в деревне не было. Большинство крестьянских семей держали по две-три лошади, более двух коров, свиней, овец, коз. Было в Ульяновке в то время и девять хозяйств с промыслами: печное, скорняжное, извозчичье.
Имение процветало, да и крестьянские хозяйства были крепкими зажиточными. Это подтверждают данные Всероссийской сельскохозяйственной переписи 1916 года. В ней указывается, что имение Константиновка, расположенное в трёх верстах от Ульяновки, принадлежит дворянке Елене Константиновне Харитоновой. Основной доход приносят сельхозпредприятия и конный завод, где выращивали более 230 голов лошадей. В 1916 году в имении собрано хлебов (зерна) в пудах (пуд — 16 кг): рожь — 14 785; пшеница — 514; просо 1100; овес — 5 832; греча — 100; горох — 100; сено — 1000. Отмечено, что поля расположены на равнине, преобладающая почва — чернозём. Серьезные доходы приносило и скотоводство: в хозяйстве имелось 338 голов крупного рогатого и 235 голов мелкого скота.
Осенью и зимой большие партии зерна продавали местным купцам, в переписи указано и место сбыта продукции — пристань Миньково (находилась в 15 верстах от Константиновки и города Уфы). Все это хозяйство обслуживали управляющий, служащие и их семьи — 43 человека и 115 человек наёмных рабочих.
Материалы Всероссийской сельскохозяйственной переписи 1916 года дают полный перечень орудий производства и их стоимость. В имении госпожи Харитоновой их было: многолемешные (многокорпусные) плуги, стоимостью 50 рублей за штуку — 4 штуки, бороны железные — 3, сеялки разбросные по 110 руб. за штуку — 2, жнея стоимостью 330 руб. — 1, молотилка паровая — 1, её стоимость 3500 руб., а также сохи, сабаны, веялки и другой инвентарь. Приведенные цифры свидетельствуют прежде всего о том, что хозяйство было рентабельным: доходы позволяли приобретать дорогостоящую сельхозтехнику и тратить значительные суммы на благоустройство имения.
Мешали спокойной жизни беды крестьянские: пожары, неурожай, эпидемии. В 1906—1907 годах во время неурожая уездные земские управы организовывали помощь голодающим. В 1909 году эпидемия сыпного тифа сразила жителей Ульяновки и окрестных сёл. Падёж домашнего скота от сибирской язвы, лошадиного сапа был настоящим бедствием для крестьян.
После окончания гражданской войны почти все пахотные земли оказались в пользовании общины — «земельного общества». Земля была разделена между семьями по числу едоков. Тем не менее, различия в достатке между крестьянами сохранялись. Советская власть считала своей надёжной опорой в деревне только бедняков, а зажиточных крестьян объявили «кулаками» — «враждебным элементом». Власти настраивали деревенскую бедноту против кулаков. Многие крестьяне среднего достатка уже опасались построить себе новую избу или купить вторую лошадь, чтобы не попасть в число кулаков. В начале 1930-х годов в Ульяновке много крестьянских семей было раскулачено, хозяйства разорены, взрослые и дети выброшены на улицы. Люди обустраивали землянки и жили в них. У Семёна Павловича Лаврентьева новый добротный дом был конфискован, разобран, вывезен в деревню Арсланово Кармаскалинского района. В этом доме была открыта Арслановская начальная школа; из Ульяновки не один хозяин под конвоем был вывезен в Уфу на строительство моторостроительного завода.
К весне 1930 года сопротивление коллективизации в стране в основном было сломлено, все крестьяне вынуждены были вступить в колхоз. Ульяновка стала колхозом «Новый путь». В деревне тогда насчитывалось более девяноста дворов. Основные сельхозкультуры, которые возделывались в колхозе в 1930-е годы — овощи, сахарная свекла, подсолнечник, кукуруза, просо, картофель, рожь, овёс, ячмень, табак. Пришла на поля техника: тракторы, автомобили. В деревне появилось радио, началась ликвидация неграмотности, на смену религиозным праздникам пришли новые — советские.
Во время Великой Отечественной войны 110 жителей Ульяновки ушли на фронт, вернулись живыми лишь 57 из них. Ушедших на фронт мужчин заменили женщины, подростки, старики. Работали от рассвета до заката в колхозе, а своё хозяйство обхаживали ночью. Жили впроголодь: молоко, масло, шерсть, мясо нужно было сдать государству в счёт налога. Детям даже в летнюю пору стакана молока не всегда доставалось. Но никто не роптал, работали, чтобы помочь Красной Армии приблизить победу. 85 жителей Ульяновки награждены медалью «За доблестный труд в Великой Отечественной войне 1941—1945 гг.».
Положение советской деревни в первые годы после войны оставалось очень тяжелым. За работу в колхозе крестьяне не получали почти ничего, очень трудно было с продовольствием. Старожилы Ульяновки вспоминают, что в 1946—1949 годах после полной сдачи зерна государству, после засыпки семян в склады колхоза сельчанам на один трудодень выдавали по 150—200 г зерна. Дети умирали от недоедания.
Трудно было в послевоенные годы и с сельхозинвентарем. Не хватало тягловой силы. Из-за нехватки техники часть хлебных полей жали вручную, серпами, чтобы лобогрейки не простаивали во время уборки, молотьбу проводили по ночам.
В 1952—1954 годах деревня Ульяновка и деревня Николаевка — сельхозартель колхоза имени А. С. Пушкина. В Ульяновке колхозное хозяйство включало в себя молочно-товарную ферму — четыре больших корпуса, свинарник, овцеферма, пчельник, крольчатник, птичник, три конных двора, зерносклад — шесть амбаров, общественный сад-огород. Пасека, овцеферма, свинарник находились за деревней в лесу, поэтому на окраине леса, на широкой луговине были построены дома, в которых летом жила работающая молодежь из Ульяновки. Здесь ночевали, домой ездили только женщины, у которых были грудные дети; чтобы сэкономить время и силы, специально выделяли для поездки лошадей. Здесь же были хорошо обустроенный колодец и конный двор. Рабочий день колхозников начинался в 5—6 часов утра. С 1958 года деревня Ульяновка стала составной частью совхоза «Карламан».
В 1950-е годы деревня Ульяновка стала «таять». Людей посылали на работы за пределы Кармаскалинского района: в Караидельском и Иглинском районах корчевали лес, осваивали пахотные земли. Люди уезжали на строительство заводов и химкомбинатов в Уфу, Стерлитамак. Молодёжь по комсомольским путёвкам ехала осваивать целинные земли в Оренбургскую область. В итоге, к 1957 году стало очень ощутимым отсутствие многих семей.
В 1961—1963 годах, в Ульяновке насчитывалось 86 личных хозяйств, а население составляло 429 человек. У всех домовладельцев было строго по 25 соток земли, по одной корове, свинье, овец — не больше 5, птицы — не больше 25. В Ульяновке сохранился интерес к пчеловодству.
В Ульяновке имелся клуб, смотрели кино, школьники показывали самодеятельные концерты, молодежь танцевала. Был в деревне детский сад. Работал с начала посевной до конца уборочных работ. Находился в центре деревни, на берегу реки, на чистенькой луговине, в стороне от клуба. Имелась школа, построенная в 1910 году из красного леса. Стены отшлифованы, окна большие, двойные — их было 11. Пол шпунтовой, плотный. В школе 2 классные комнаты, общая площадь всех помещений — 854 м², высота стен — 3,5 м, кровля железная.
Стоимость здания по страховой оценке на начало её открытия — 10 тыс. руб. Занятия начались в 1911 году. Не удалось выяснить, кто был первым учителем, но в документе за 1916 года — «Список учителей начальных школ Уфимской губернии» — записан учитель ульяновской начальной школы Бишаул-Унгаровской волости Уфимского уезда П. В. Простаков. В начальных земских школах начала XX веке был трехгодичный курс обучения. Изучались такие предметы: Закон Божий, история, география, письменность, чтение (элементы литературы). Ульяновская начальная школа была рассчитана на 80 мест. В классах стояли парты: в «маленьком» классе площадью 150 м² — в два ряда, в «большом» классе — площадью 170 м² — в три ряда. Одновременно со школой был построен дом для учителя, выделена комната для сторожа (25 м²). Школьная усадьба была огорожена, сделаны въездные большие ворота и входная калитка.
На территории школы находились баня и садово-огородный участок, большой дровяник, люди называли его каретником. Школа отапливалась дровами: имелись две большие круглые голландки (печи), общие для обоих классов, а в комнате для учителей была маленькая голландка. Освещение керосиновое — до 1962 года. Занятия велись в одну смену, уроки начинались в девять часов утра.
В 1933—1934 учебном году в школе было три класса, число учащихся — 77, учителей — 2 человека. В годы войны число учеников колебалось от 78 до 81 человека. Обучение начиналось в 8 лет. В 1951—1952 учебном году в школе — 65 учащихся, детей начали принимать с 7 лет; в 1956—1957 учебном году число учащихся уменьшилось до 40 человек. В большом коридоре школы был оформлен мемориальный стенд: изображён памятник воину-освободителю со спасённой девочкой на руках и написаны имена тех мужчин из Ульяновки, которые не вернулись с войны. Этот огромный металлический стенд соорудил и оформил уроженец деревни Михаил Михайлович Лаврентьев.
В 1979 году ульяновская начальная школа была закрыта. В том же году клуб, детский сад и школа в разобранном виде были вывезены в соседнюю деревню Николаевку.
В 2000-е годы три пруда в Ульяновке были вычищены, два зарыблены. Создано сельскохозяйственное предприятие «Ульяна», которое включает в себя пруды и птичник. На 1 января 2010 года в Ульяновке более 70 дворов, из 67 домов — 19 новые, добротные, обустроенные.

## Население
| 2002 | 2009 | 2010 |
| ---- | ---- | ---- |
| 93   | ↘78  | ↗100 |

Национальный состав
Согласно переписи 2002 года, преобладающая национальность — русские (84 %).